# 环烷酸钴
环烷酸钴是钴的环烷酸盐，又称石油酸钴，可由环烷酸钠和氯化钴反应得到。
2 RCOONa + CoCl2 → (RCOO)2Co + 2 NaCl
环烷酸钴常见于其200°溶剂汽油或高沸点煤油溶液。

## 应用
环烷酸钴可用作催化剂、催乾剂，也可用于紫色颜料。